# Kustonhieta
Kustonhieta is een Fins eiland en is gelegen in de Torne, die hier de grens vormt tussen Finland en Zweden. Het eiland heeft geen oeververbindingen. Het meet ongeveer 500 x 100 meter en ligt in de buurt van Kaulinranta.
Ajasaari · Apajasaari · Esisaari · Fluurinsaari · Haapasaari (Neistenkangas) · Haapasaari (Ylitornio) · Haapakylänsaari · Hietanen (Junosuando) · Hietanen (Risudden) · Hietasaari · Hurulanhieta · Huukinsaari · Isomatala · Jokarasaari · Julkatteensaari · Kahvisaari · Kalliosaari · Kammalisaari · Karhakansaari · Karjosaari · Kauvosaari · Keppaansaari · Koivusaari · Korkeasaari · Korvenhieta · Kuoksunsaari · Kurkkiosaari · Kustonhieta · Kuusisaari (Anttis) · Kuusisaari (Junosuando) · Kuusisaari (Kurkkio) · Kuusisaari (Lovikka) · Kuussaari · Kylänsaari (Alkullen) · Kylänsaari (Pello) · Lampssaari · Laurinhieta · Lehmisaari · Lehtisaari · Leipiösaari · Lethisaari · Liakansaari · likasaari · Makottimensaari · Matosaari · Mattilansaari · Mikkolansaari · Mustasaari · Muurassaari · Nautapuojinsaari · Niittysaari · Nivansaari · Nyttysaari · Oravaisensaari · Paakosaari · Paamasaari · Paavosaari · Pahtasaari · Palasaari · Palosaari · Patokari · Pättäkkäsaari · Peittarisaari · Peltosaari · Pikisaari · Pikkumatala · Pohjukansaari · Porosaari · Puitonsaari · Puittamonsaari · Pukulmi · Revonniemi · Roomisaari · Rovanhieta · Rovasaari · Ruottinsaari · Saari (eiland) · Sauvosaari · Savisari · Selkasaari · Servosaari · Sölkäsaari · Suensaari · Suomenlainen · Tanskinsaari · Teppolansaari · Toivolansaari · Torakansaari · Vähäsaari · Vainsaari · Vasikkasaari · Vittasaari · Vuopionsaari